# Grúa de Finnieston

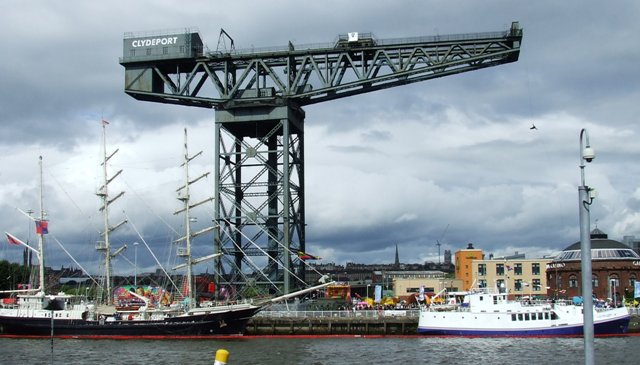
La grúa de Finnieston con un soldado haciendo rápel desde la punta

La grúa Finnieston o grúa Stobcross es una grúa voladiza gigante en desuso situada en el centro de Glasgow (Escocia). Ya no está operativa, pero se conserva como símbolo del patrimonio de ingeniería de la ciudad. La grúa se utilizaba para cargar mercancías, en particular locomotoras de vapor, en barcos que las exportaban a todo el mundo.
Es una de las cuatro grúas de este tipo que existen en el río Clyde (la quinta fue demolida en 2007) y una de las once grúas voladizas gigantes que quedan en el mundo.

## Historia
La primera grúa llamada «grúa de Finnieston» se trasladó de un emplazamiento frente a York Street al muelle de Finnieston en 1848. Se probó con una carga de 30 toneladas de arrabio y estuvo lista para su uso a finales de abril de ese año. Un informe periodístico menciona que la grúa se utilizaría íntegramente para elevar maquinaria a bordo de buques de vapor.

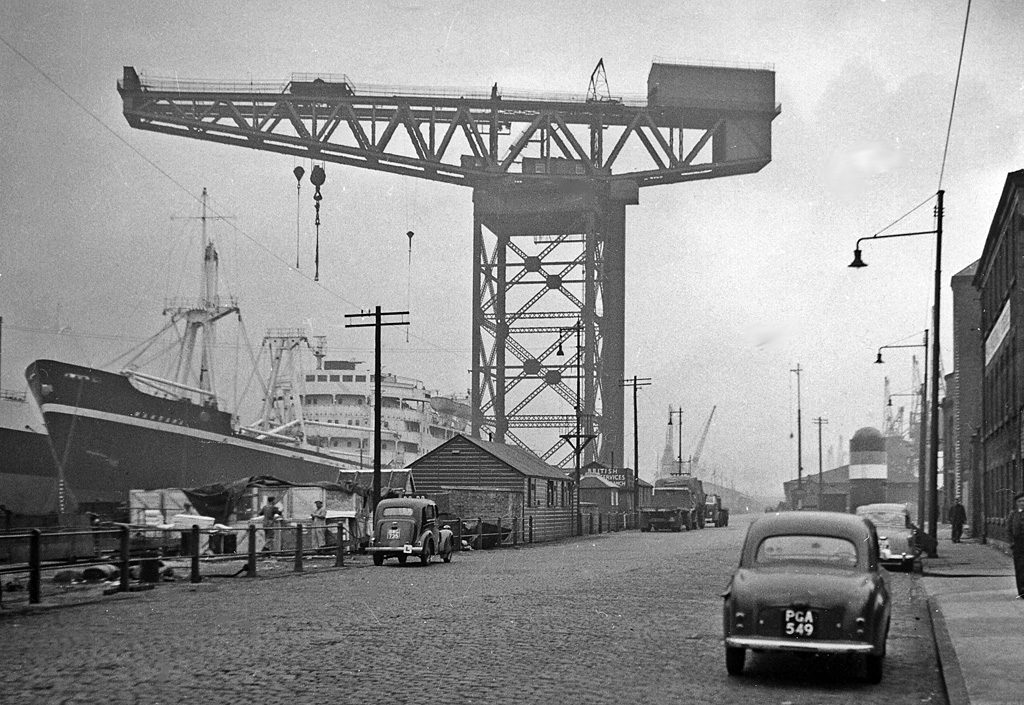
La grúa en septiembre de 1957

Queens Dock se inauguró en agosto de 1877 como muelle de 25 hectáreas (61 acres) para la exportación de mercancías desde el centro de Glasgow. En la década de 1890 se construyó una grúa de vapor de 130 toneladas (130-toneladas largas; 140-toneladas cortas) al oeste de la actual, hasta que fue demolida para dar paso a un puente propuesto para cruzar entre Finnieston Quay y Mavisbank Quay que nunca llegó a construirse.  La grúa actual, construida como sustituta, fue la última grúa voladiza gigante que se construyó en el río Clyde.
Fue encargada en junio de 1928 por el Clyde Navigation Trust, operador del puerto y de las instalaciones portuarias de Glasgow, se terminó en 1931 y comenzó a funcionar en 1932. La torre fue construida por Cowans, Sheldon & Company de Carlisle y el voladizo por la Cleveland Bridge & Engineering Company, bajo la supervisión de Daniel Fife, ingeniero mecánico del Clyde Navigation Trust. El contrato para construir la grúa no se adjudicó a Sir William Arrol & Co, que tenía una gran experiencia en grúas portuarias y construyó otras grúas a lo largo del Clyde, incluida la Titan Clydebank, aunque Arrol participó en el diseño de los cimientos.
El coste total de la grúa y los cimientos fue de 69.000 libras, el 85% de las cuales corrió a cargo del Trust. Se conoce propiamente como «Grúa Stobcross» o «Grúa de Clyde Navigation Trustees #7», pero su proximidad al muelle de Finnieston, y el hecho de que estaba destinada a sustituir a la anterior grúa de Finnieston, ha hecho que se la conozca popularmente como grúa de Finnieston.

## Obra de arte pública

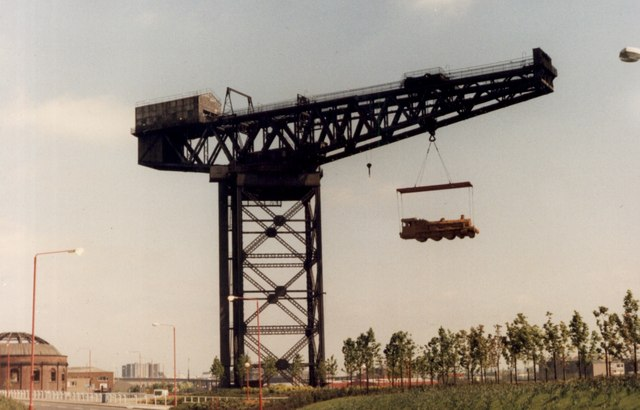
La grúa de Finnieston en 1987 sosteniendo la locomotora de paja esculpida por George Wyllie

Encargada como parte de la exposición TSWA 3D, y expuesta durante el festival artístico Mayfest de Glasgow en 1987, una réplica a tamaño real de una locomotora hecha de paja por el escultor local George Wyllie fue transportada desde la antigua fábrica de Hyde Park en Springburn y suspendida de la grúa, para después ser transportada de vuelta a Springburn y quemada para dejar al descubierto la estructura metálica que había debajo.
Tras la muerte de Wyllie en mayo de 2012, se suspendió de la grúa un signo de interrogación gigante en reconocimiento a su labor. En 2013, el artista estadounidense Bill Fontana colocó micrófonos en la grúa para grabar los sonidos que emitía la estructura.

## Propósito

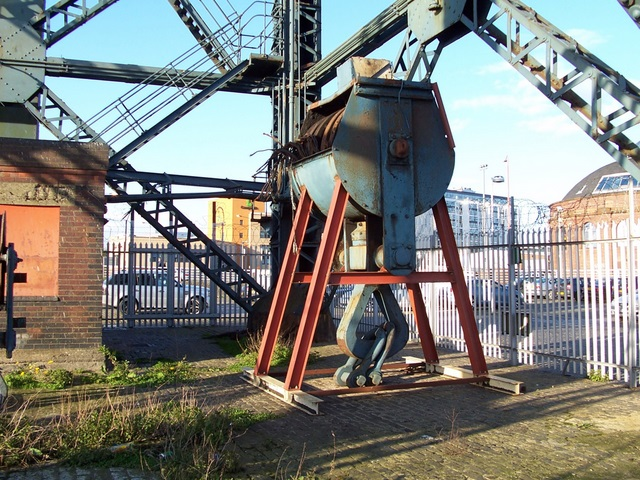
Uno de los bloques de gancho almacenados bajo la grúa

Conectada a un ramal de la vía férrea de Stobcross, la grúa tenía como objetivo principal la elevación de maquinaria pesada, como tanques y locomotoras de vapor, a los barcos para su exportación. Hasta 30.000 locomotoras fueron arrastradas por las calles de Glasgow por caballos Clydesdale, locomotoras de tracción y tractores diésel, desde las obras de Springburn hasta la grúa para su exportación al Imperio Británico. La grúa no funciona (desde 1988), pero se conserva como símbolo del patrimonio de ingeniería de la ciudad.

## Diseño
La grúa de Finnieston es una gigantesca grúa en voladizo de 53 metros de altura con una pluma en voladizo de 46 metros. Tiene una capacidad de elevación de 175 toneladas y podría realizar una rotación completa en tres minutos y medio. Se puede ascender a ella por una escalera de acero o por un ascensor eléctrico, el único ejemplo de este tipo de elevador de personal en Gran Bretaña. También es la única grúa equipada con un riel horizontal para permitir el movimiento del polipasto, una grúa auxiliar destinada a manipular cargas más ligeras.
Los muelles a los que daba servicio la grúa se cerraron en 1969, y desde entonces se han rellenado y reurbanizado. La Rotonda Norte (parte del desaparecido Túnel del Puerto del Clyde) se alza al este de la grúa, y el Centro Escocés de Exposiciones y Conferencias y el Auditorio del Clyde, al oeste.
Es una de las cuatro grúas de este tipo que hay en el Clyde, después de que la Fairfield Titan fuera demolida en 2007, y una de las once grúas voladizas gigantes que quedan en todo el mundo. La grúa puede verse en el fondo de las emisiones de Reporting Scotland desde el muelle del pacífico de la BBC (BBC Pacific Quay) y también en el fondo de Live at Five en STV 2.